# Grundrisse
Grundrisse der Kritik der politischen Ökonomie (em português: Elementos fundamentais para a crítica da economia política, conhecido simplesmente como Grundrisse) é um manuscrito de Karl Marx, completado em 1858. A publicação póstuma em 1941 foi organizada pelo Instituto de Marxismo-Leninismo de Berlim e Moscou (na época da URSS). 
Trata-se de obra muito comentada por autores de todo o mundo, embora não lançada em muitos países nem em muitas línguas (a primeira tradução para o português foi lançada no Brasil em agosto de 2011). Na verdade são os rascunhos escritos, que, reorganizados, dariam origem aos livros de O Capital. Curiosamente, Marx não recomendava sua publicação pois quando os escrevera não estava bem de saúde e achava que isso teria prejudicado o estilo. Alguns trechos foram retirados, outros foram acrescentados, quando da edição de O Capital.  Esses volumosos rascunhos, organizados em cadernos, foram analisados posteriormente em Gênese e Estrutura do Capital de Marx, de Roman Rosdolsky, que atestou que alguns conteúdos foram descartados ou tiveram sua formulação alterada, ao passarem para os planos de O Capital. Um exemplo é o capítulo sobre Formações econômicas pré-capitalistas (Formen, die der kapitalistischen Produktion vorhergehen).

## Sobre "Formações econômicas pré-capitalistas"
O texto é pequeno (cerca de 130 páginas) mas muito interessante por abordar os sistemas anteriores ao capitalismo, do nascimento da propriedade, da propriedade comum à propriedade pública (apenas posteriormente sinônimo de propriedade estatal) e propriedade privada (no começo dependente de outros tipos de propriedade ou de itens em comum como o sistema de irrigação). Antes do capitalismo, a defesa das propriedades era baseada em argumentos que não da Economia Política, sendo apoiados em convenções religiosas, entre aristocratas, etc.